# Mergayu
Mergayu is een bestuurslaag in het regentschap Tulungagung van de provincie Oost-Java, Indonesië. Mergayu telt 2988 inwoners (volkstelling 2010).